# Cranellus montgomeryi
Cranellus montgomeryi is een hooiwagen uit de familie Manaosbiidae.